# Cochleanthes
Cochleanthes es un género de orquídeas. Tiene trece especies. Nativa de América del Sur. Las plantas son epifitas y crecen a altitudes de hasta 1500 metros en los bosques nubosos.

## Características
Este género, como una norma, carece de pseudobulbos y, por consiguiente produce hojas bastante estrechas.
Las plantas de este género producen una sola flor en la inflorescencia, con unas flores que suelen ser bastante grande para el tamaño de la planta y que se producen en cualquier época del año, aunque ligeramente más prolífica durante el verano. Todos los miembros de este género tienen sus flores dominado por los grandes labelos (labio), que a menudo tiene marcas longitudinales  que sirven de guía para llegar al néctar a los insectos polinizadores. Las flores tienen cuatro polinias.

## Etimología
El nombre Cochleanthes se refiere a la forma de la flor (en griego, cochlos que significa "concha" y anthos que significa "flor").

## Especies
| - Cochleanthes amazonica - Cochleanthes aromatica - Cochleanthes candida - Cochleanthes discolor - Cochleanthes flabelliformis - Cochleanthes guianensis - Cochleanthes ionoleuca | - Cochleanthes lobata - Cochleanthes lueddemanniana - Cochleanthes marginata - Cochleanthes palatina - Cochleanthes trinitatis - Cochleanthes wailesiana |